# Biserica „Sfântul Nicolae” din Alexandru Ioan Cuza
Biserica „Sf. Nicolae” este o biserică amplasată în Alexandru Ioan Cuza, raionul Cahul, Republica Moldova. Este un monument arhitectural de importanță națională inclus în Registrul monumentelor Republicii Moldova ocrotite de stat cu nr. 382 (raionul Vulcănești). Datează din sec. XIX.